# 阿特金森堡 (愛荷華州)
阿特金森堡（英語：Fort Atkinson）是一個位於美國愛荷華州溫納希克縣的城市。

## 地理
阿特金森堡的座標為43°08′39″N 91°56′05″W / 43.14417°N 91.93472°W，而該地的平均海拔高度為319米（即1047英尺）。

## 人口
根據2010年美國人口普查的數據，阿特金森堡的面積為0.80平方千米，當中陸地面積為0.80平方千米，而水域面積為0.00平方千米。當地共有人口349人，而人口密度為每平方千米436人。